# Standard Catalog of World Paper Money

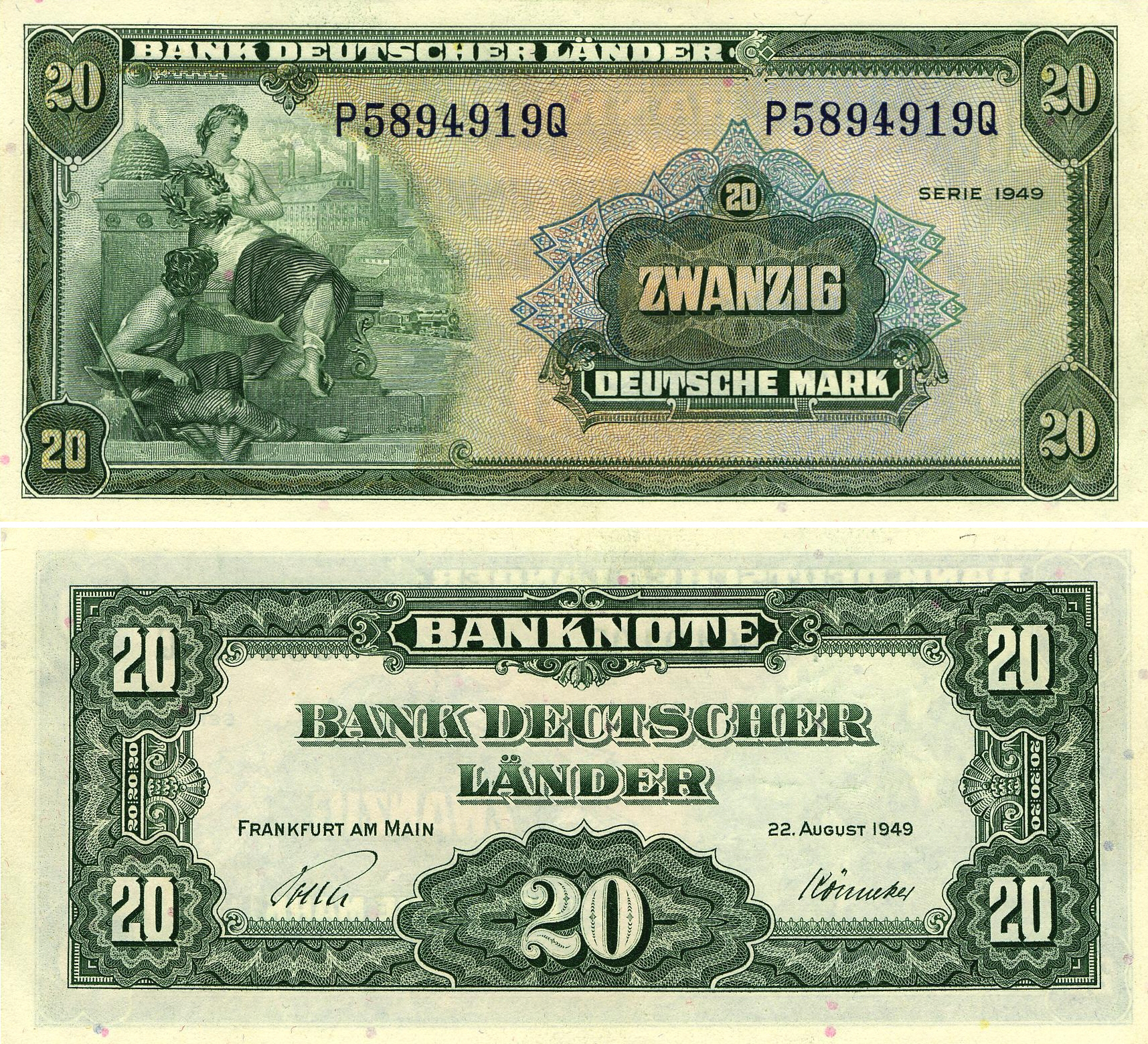
20 Deutsche Mark 1949 aus der BRD mit der Pick-Nummer „P-17a“

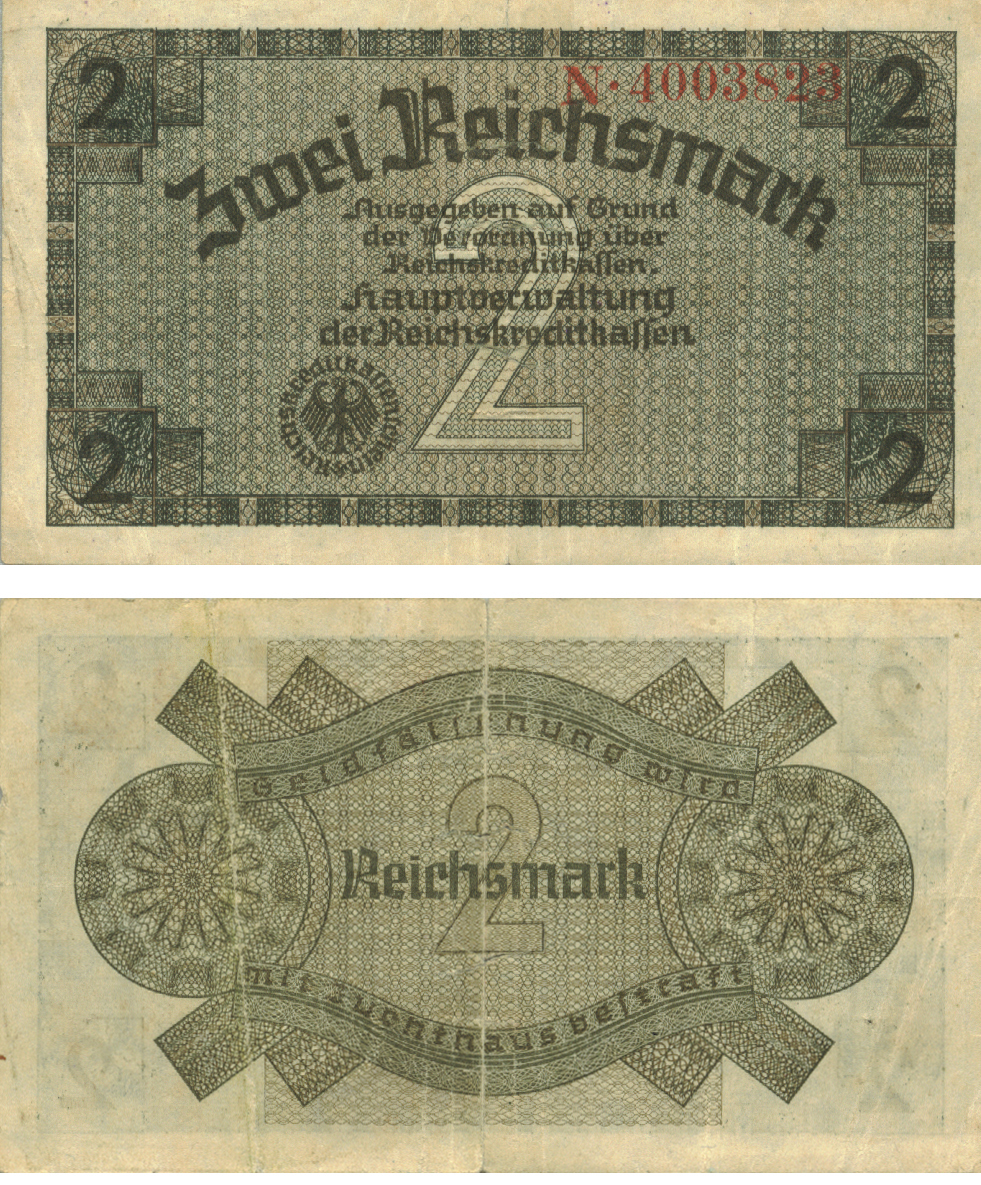
2 Reichsmark (1940–1945), Reichskreditkassenschein mit der Pick-Nummer „P-R137a“

Der Standard Catalog of World Paper Money ist das wichtigste Werk von Albert Pick. Er erschien zum ersten Mal im Jahre 1975 und ist der bis heute umfassendste Versuch, die Banknoten der Welt zu erfassen. Grundlage des Werkes war die Weltbanknotensammlung des Autors, die den Kernbestand der HVB Stiftung Geldscheinsammlung bildet. Er ist somit Grundlage für die Pick-Nummer.
Als nach und nach die Anzahl der erfassten und zu erfassenden Banknoten zu groß wurde, wurde der Katalog auf heute insgesamt 3 Bände aufgeteilt:
- Standard Catalog of World Paper Money – Volume I – Specialized Issues – Hier sind im Wesentlichen alle Regionalausgaben zu finden.
- Standard Catalog of World Paper Money – Volume II – General Issues 1368 – 1960 – Hier sind alle Banknoten zu finden, die vor 1961 ausgegeben wurden.
- Standard Catalog of World Paper Money – Volume III – Modern Issues 1961 – Present – Hier sind alle Banknoten zu finden, die nach 1960 ausgegeben wurden.

Für die meisten Sammler, Einsteiger wie Fortgeschrittene, ist der III. Band der wichtigste der Reihe, jeweils
in seiner aktuellen Auflage.

## Präfix-Code

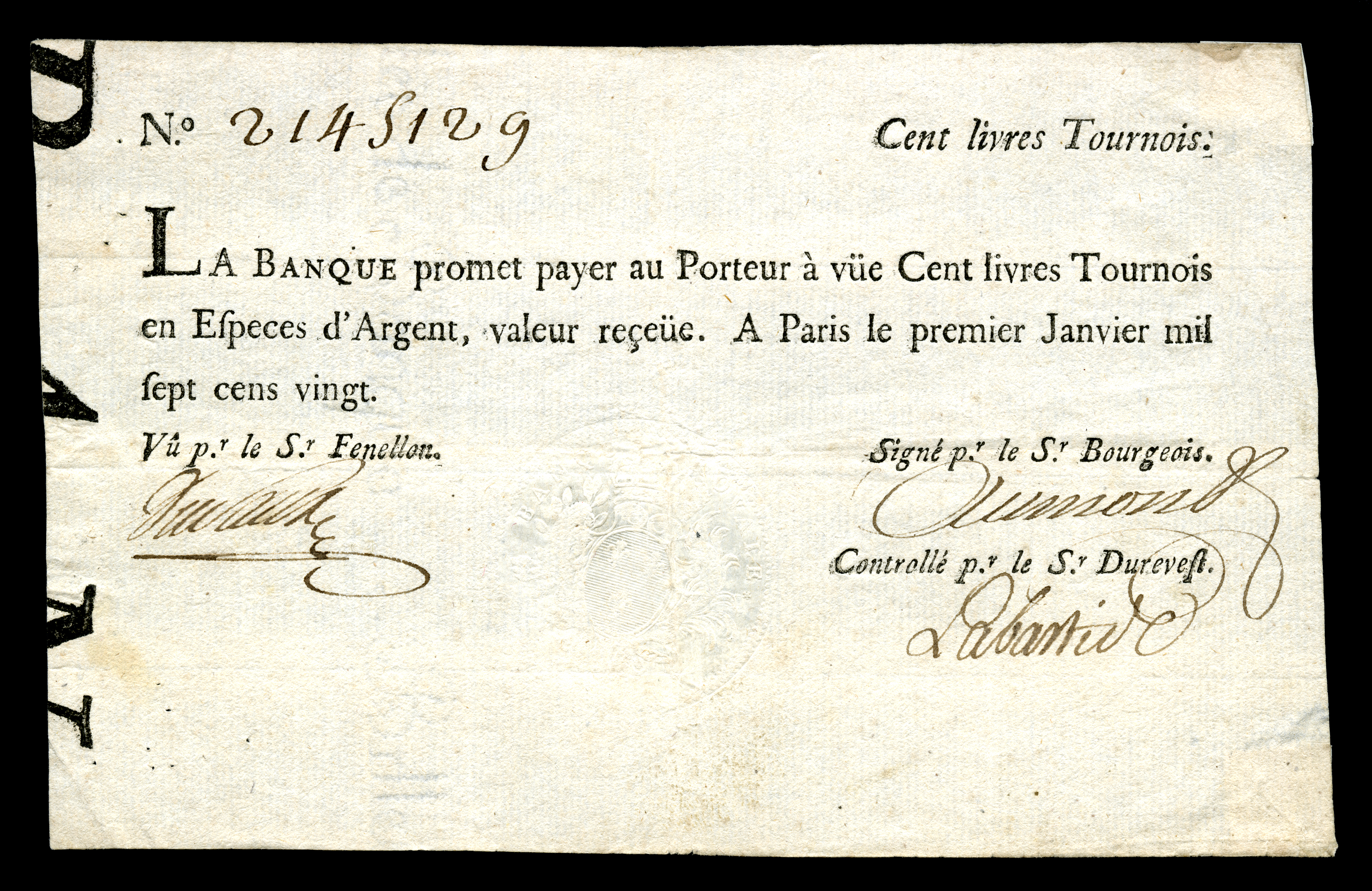
100 Livres Tournois 1720 aus Frankreich mit der Pick-Nummer „P-A17b“

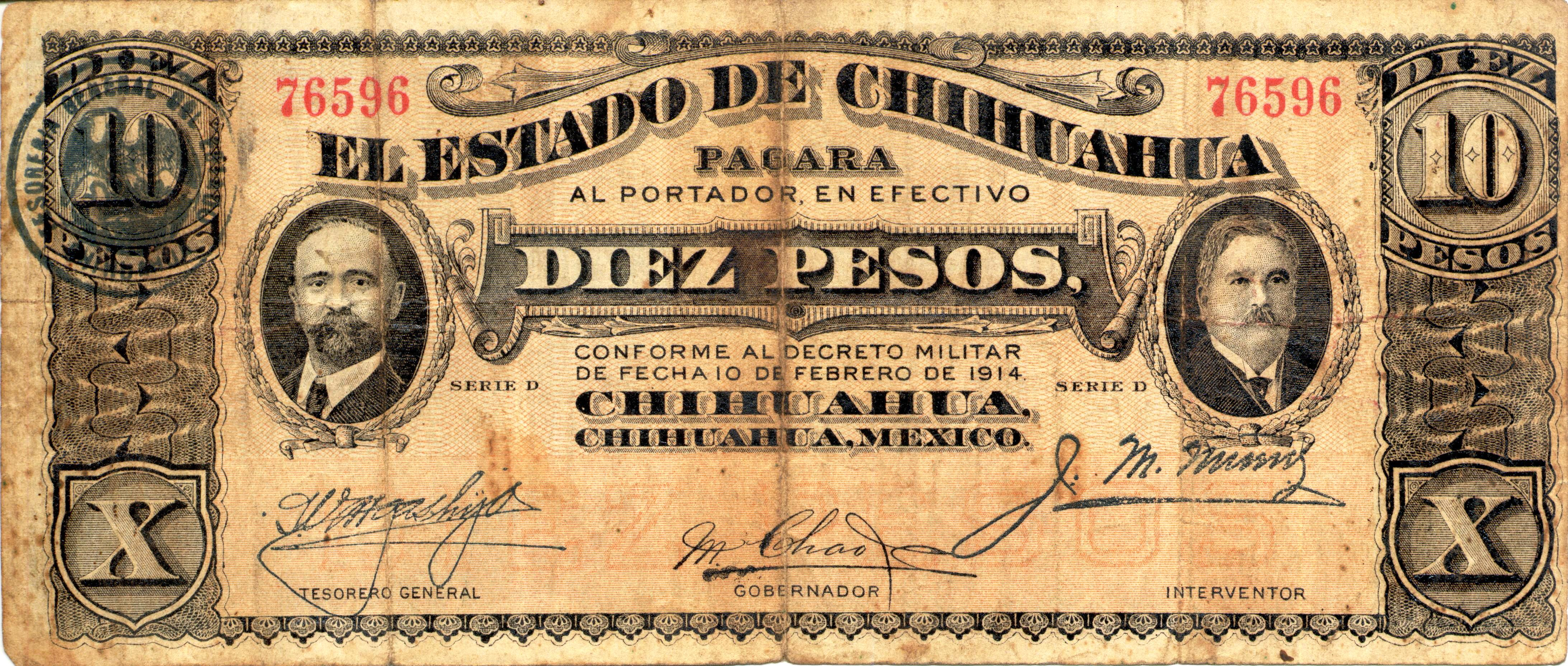
10 Pesos 1914 aus Mexiko mit der Pick-Nummer „P-S533e“ (lokale Bank Chihuahua)

1 Yuan 1979 aus China mit der Pick-Nummer „P-FX3“ (Foreign Exchange Certificate)

Der Pick-Nummer ist für gewöhnlich ein P vorangestellt. Ein Sammler kann also anhand des Ausdruckes „Deutsches Reich P 3“ zuordnen, um welche Note es sich handelt.
Daneben gibt es noch weitere Ausgaben:
- S – Banknote aus den „Specialized Issues“, z. B. lokale Banken
- M – Steht ein M vor der Note, handelt es sich um eine Militärausgabe, also eine Banknote, die gewöhnlich nur in Militärausgaben zu finden ist
- R – Regionale Ausgaben
- A oder B – werden bei älteren Banknoten verwendet, die bei der Einführung des Nummernsystems noch nicht katalogisiert waren
- FX – „Foreign Exchange Certificates“, Devisenzertifikate
- CS – „Collectors Series“ sind Banknoten, die von den Zentralbanken entwertet werden und an Sammler abgegeben werden, etwa zur Devisenbeschaffung.

## Suffix-Code
Der Pick-Nummer wird oft hinten noch ein Suffix-Buchstabe angefügt, damit man der Banknote noch zusätzliche Eigenschaften entnehmen kann.
- a, b, c, ... – verschiedene Varianten einer Banknote (Farb-, Unterschriften-, Stempelvarianten usw.)
- r – „Remainder“ (meist unvollständige Drucke des 19. Jahrhunderts) oder „Replacement“-Banknoten, also Ersatzbanknoten
- s – „Specimen“, legal hergestellte Reproduktionen von Banknoten, Musterscheine (damit zum Beispiel Mitarbeiter von Banken wissen, wie die neu ausgegebenen Banknoten aussehen werden)
- x – Fälschungen oder Fehldrucke von Banken

Existieren mehrere Versionen von Probebanknoten, Ersatzbanknoten oder Mustern, dann wird gelegentlich auch noch eine Ziffer hinten dazugegeben, wie zum Beispiel „s1“, „s2“ etc.

## Kritik
Die ersten Auflagen des Werkes wurden von der damals noch relativ kleinen Gemeinde der Papiergeldsammler begeistert aufgenommen, jedoch wird heute mehr und mehr die oberflächliche Bearbeitung des Gesamtwerkes kritisiert. Fehler, die gemeldet werden, werden kaum korrigiert, die Vergabe neuer Nummern erfolgt oft oberflächlich und kaum nachvollziehbar.